# Пти Баиз
Пти Баиз (фр. Petite Baïse) је река у Француској. Дуга је 75 km. Улива се у Баиз. 